# Pou de gel (Calders)
El Pou de gel és un pou de gel de Calders (Moianès) protegit com a Bé Cultural d'Interès Local.

## Descripció
Es tracta d'una cavitat de secció circular, part excavada i part aprofitant les irregularitats del terreny. Té uns 20 metres de profunditat, i uns 7 metres de diàmetre. A peu pla es troben les dues úniques obertures de la poua, obertures rectangulars, fetes en pedra picada, adovellades. No és visible cap desaigua. Coberta de volta. L'amplada de la paret té poc més d'un metre. El seu material constructiu és carreus de pedra ben escairada.

## Història
A una de les obertures, gravat a la pedra, hi ha la següent inscripció:"Dia 26 de 1723", data en què es deuria acabar la construcció de la poua i deuria començar a fer el seu servei.
La seva situació és molt encertada, ja que és un indret molt obac, en el que sols hi arriba a tocar el sol algun dia al mig del 'estiu.
Es feia servir de magatzem de gel, i es distribuïa, quan era necessari, pels indrets del voltant.